# Борозни Принца
Бо́розни При́нца (лат. Rimae Prinz) — система довгих вузьких неглибоких западин на поверхні Місяця протяжністю близько 65 км, що знаходяться біля північного краю кратера Принц. Назву було затверджено Міжнародним астрономічним союзом у 1964 році.
Селенографічні координати 27°19′ пн. ш. 43°32′ зх. д. / 27.32° пн. ш. 43.54° зх. д..
Назва борозен походить від розташованого неподалік кратера Принц, який у свою чергу був названий на честь німецько-бельгійського астронома Вільгельма Принца (1857—1910).

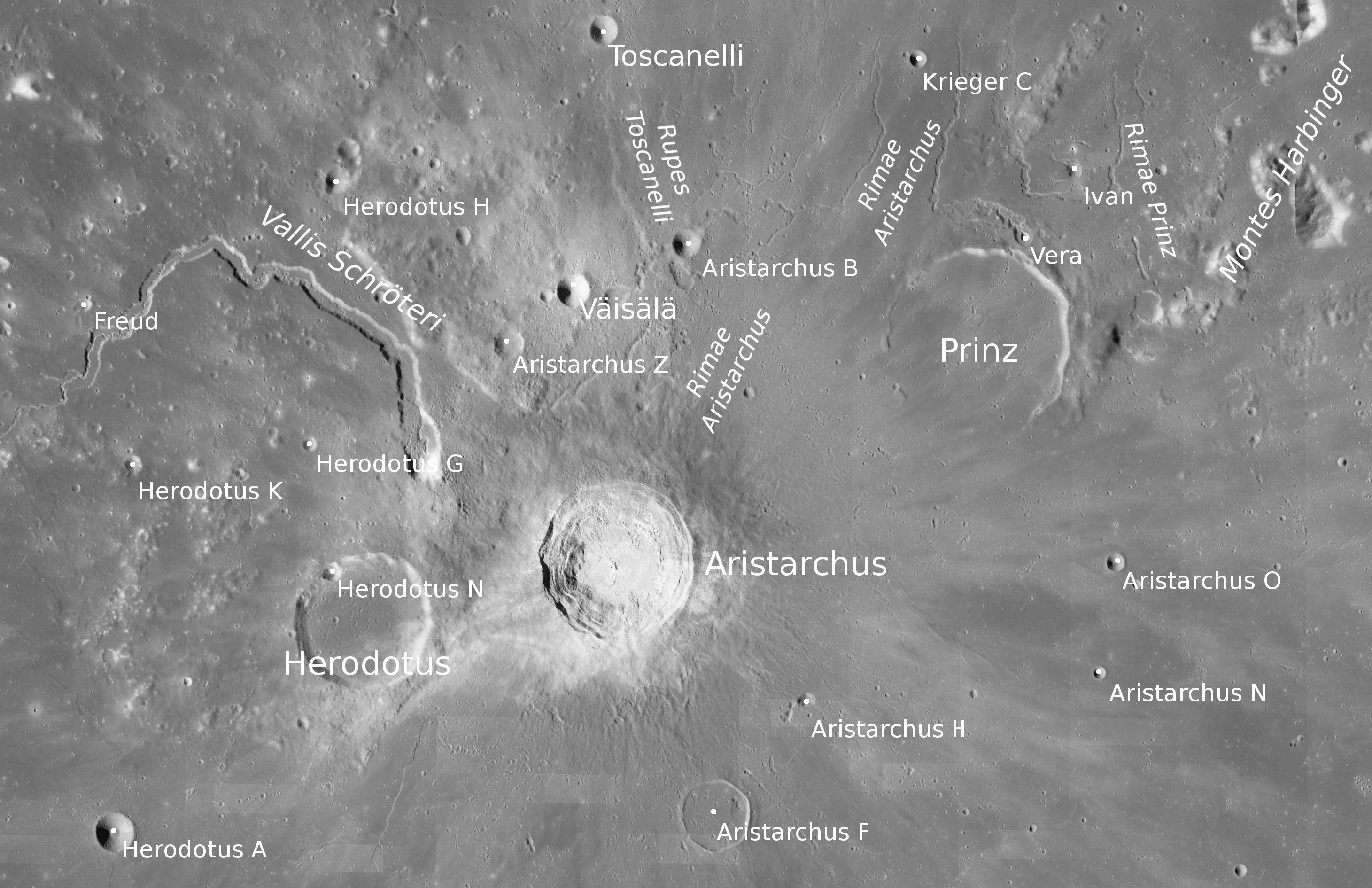
Борозни Принца на світлині Lunar Reconnaissance Orbiter